# Президентские выборы в Буркина-Фасо (2005)
Президентские выборы  состоялись в Буркина-Фасо 13 ноября 2005 года. Действующий президент Блез Компаоре был переизбран на третий срок, набрав более 80 % голосов избирателей.

## Предыстория
Блез Компаоре пришел к власти в 1987 году в результате военного переворота, а впервые был избран на должность президента страны в 1991 году, затем переизбран в 1998 году. В августе 2005 года он объявил о намерении выдвинуться на третий президентский срок. Оппозиционные политики утверждали, что Компаоре не может принимать участие в выборах из-за поправок к Конституции, принятых в 2000 году, ограничивавших количество сроков для одного человека двумя. Эти поправки также сокращали длительность президентского срока с 7 до 5 лет. Сторонники Компаоре, напротив, заявляли, что поправки не могут действовать задним числом.
В октябре 2005 года Конституционный Совет постановил, что, поскольку Компаоре был президентом на момент принятия поправок 2000 года, их действие не распространяется на текущий на тот момент срок, а значит, он имеет право выдвинуть свою кандидатуру на выборах 2005 года.

## Избирательная кампания
Наиболее важными темами во время избирательной кампании стали свобода прессы, экономическое развитие и напряженные отношения с соседним Кот-д’Ивуаром, вызванные буркинийской поддержкой ивуарийских мятежников и трудовой миграцией из Буркина-Фасо в соседние Кот-д’Ивуар и Гану.
Глава избирательного штаба Компаоре Салиф Диалло выразил уверенность своего кандидата в результате выборов: «Наша цель не в том, чтобы выиграть выборы в первом раунде — это и так очевидно, учитывая уровень мобилизации наших избирателей и популярность кандидата. Цель в том, чтобы явка на выборах и отрыв нашего кандидата были максимальными».
27 и 28 октября 18 профсоюзов призвали к двухдневной забастовке за повышение зарплат и пенсий, а также снижение налогов на товары первой необходимости. В то же время, находясь в г. Гаскинде, Беневенде С. Санкара заявил: «Забастовка профсоюзов показывает, что граждане устали от этого правительства».
Несколько партий не выставили кандидатов на выборах, но поддержали выдвиженцев других партий:
- «Альянс за демократию и федерацию — Африканское демократическое собрание» и Объединение демократов за Фасо поддержали Компаоре,
- Санкаристский демократический фронт поддержал Санкара,
- Объединение за социал-демократию и Союз прогрессивных сил поддержали Филиппа Уэдраого,
- Союз надежды поддержал Норбера Тьендребеого[2].

Герман Ямеого (сын первого президента Верхней Вольты Мориса Ямеого) из Национального союза защиты демократии снял свою кандидатуру в октябре, однако, из-за короткого промежутка времени, остававшегося до выборов, его имя оставалось в избирательных бюллетенях. До отказа от участия в выборах он был поддержан Гражданской лигой строителей, Группой патриотических демократов, Движением за демократию и возрождение, Национальным конвентом прогрессивных демократов, «Национальной республиканской партией — Правильный путь», Партией независимых сил за развитие, Патриотическим фронтом за перемены, Союзом демократов и независимых прогрессистов и Союзом обновленческих сил.

## Опросы общественного мнения
| Компания                         | Дата         | Компаоре | Санкара | Другие |
| -------------------------------- | ------------ | -------- | ------- | ------ |
| Centre for Democratic Governance | Август 2005  | 61,2     | 5,0     | 33,8   |
| Centre for Democratic Governance | Октябрь 2005 | 69,0     | 3,7     | 27,3   |

## Результаты
|                                      | Кандидат                    | Партия                                                    | Результат | Результат |
| Голоса                               | Кандидат                    | Партия                                                    | %         |           |
| ------------------------------------ | --------------------------- | --------------------------------------------------------- | --------- | --------- |
|                                      | Блез Компаоре               | Конгресс за демократию и прогресс                         | 1 660 148 | 80,35     |
|                                      | Беневенде Станислас Санкара | Союз для возрождения/Санкаристское движение               | 100 816   | 4,88      |
|                                      | Лоран Бадо                  | Партия национального возрождения                          | 53 743    | 2,60      |
|                                      | Филипп Уэдраого             | Партия за демократию и социализм                          | 47 146    | 2,28      |
|                                      | Рам Уэдраого                | Собрание экологистов за Буркина                           | 42 061    | 2,04      |
|                                      | Али Ланкоанде               | Партия за демократию и прогресс / Социалистическая партия | 35 949    | 1,74      |
|                                      | Норбер Тьендребеого         | Фронт социальных сил                                      | 33 353    | 1,61      |
|                                      | Суман Туре                  | Партия африканской независимости                          | 23 266    | 1,13      |
|                                      | Жильбер Буда                | Буркинийская партия за возрождение                        | 21 658    | 1,05      |
|                                      | Парги Эмиль Паре            | Социалистический альянс                                   | 17 998    | 0,87      |
|                                      | Герман Ямеого               | Национальный союз защиты демократии                       | 15 685    | 0,76      |
|                                      | Тубе Клеман Дакью           | Союз за демократию и развитие                             | 7 741     | 0,37      |
|                                      | Наябтайкунгу Конго Каборе   | Союз за терпимость и прогресс                             | 6 706     | 0,32      |
| Всего голосов                        | Всего голосов               | Всего голосов                                             | 2 066 270 | 100,00    |
| Недействительные бюллетени           | Недействительные бюллетени  | Недействительные бюллетени                                | 196 629   | 8,69      |
| Всего бюллетеней                     | Всего бюллетеней            | Всего бюллетеней                                          | 2 262 899 | 100,00    |
| Избиратели / Явка                    | Избиратели / Явка           | Избиратели / Явка                                         | 3 924 328 | 57,66     |
| Источник: African Elections Database |                             |                                                           |           |           |

## Последствия
Блез Компаоре был приведен к присяге 20 декабря 2005 года в Уагадугу.